# Hauptwerke der Soziologie
Hauptwerke der Soziologie ist ein von Dirk Kaesler und Ludgera Vogt herausgegebenes deutschsprachiges Übersichtswerk zu wichtigen Werken aus der Geschichte der Soziologie.

## Kurzeinführung
Das Werk erschien 2000 in Stuttgart im Alfred Kröner Verlag, 2007 in einer zweiten, durchgesehenen Auflage. In kurz gefassten allgemeinverständlichen Artikeln informieren verschiedene Fachvertreter über 107 Schlüsselwerke der Soziologie. Das Handbuch ist mit einem chronologischen Werkverzeichnis, einem Titelregister und einem Sachregister erschlossen.

## Inhalt

### Werke
(Originaltitel bzw. Übersetzung => Hauptautor):
- Abwanderung und Widerspruch => Hirschman
- Academic Mind, The => Lazarsfeld/Thielens/Riesman
- achtzehnte Brumaire des Louis Bonaparte, Der => Marx
- Active Society, The => Etzioni
- Akademischer Geist => Lazarsfeld/Thielens/Riesman
- aktive Gesellschaft, Die => Etzioni
- Alltagsleben in der modernen Welt, Das => Lefebvre
- American Dilemma, An => Myrdal
- American Soldier, The => Stouffer
- amerikanische Soldat, Der => Stouffer
- amerikanisches Dilemma, Ein => Myrdal
- Angestellten, Die => Kracauer
- Arbeitslosen von Marienthal, Die => Jahoda/Lazarsfeld/Zeisel
- Auf der Suche nach Wirklichkeit => Schelsky
- Austausch und Macht im gesellschaftlichen Leben => Blau
- Authoritarian Personality, The => Adorno/Frenkel-Brunswik/Levinson/Sanford
- autoritäre Persönlichkeit, Die => Adorno/Frenkel-Brunswik/Levinson/Sanford
- City, The => Park/Burgess
- Civic Culture, The => Almond/Verba
- Class and Class Conflict in Industrial Society => Dahrendorf
- Coming Crisis of Western Sociology, The => Gouldner
- Coming ofPost-Industrial Society, The => Bell
- Consequences of Modernity, The => Giddens
- Constitution of Society, The => Giddens
- Critique de la Modernité => Touraine
- Culture and Agency => Archer
- Culture and Society 1780–1950 => Williams
- De la division du travail social => Durkheim
- Dialektik der Aufklärung => Horkheimer/Adorno
- Dichte Beschreibung => Geertz
- distinction, La => Bourdieu
- Dix-huit leçons sur la société industrielle => Aron
- Dynamik sozialer und kultureller Prozesse => Sorokin
- eindimensionale Mensch, Der => Marcuse
- einsame Masse, Die => Riesman/Denney/Glazer
- elementaren Fornnen des religiösen Lebens, Die => Durkheim
- Elementarformen sozialen Verhaltens => Homans
- Elementi di Scienza Politica => Mosca
- Essai sur le don => Mauss
- Ethnomethodologische Untersuchungen => Garfinkel
- Exchange and Power in Social Life => Blau
- Exit, Voice, and Loyalty => Hirschman
- Fall of Public Man, The => Sennett
- feinen Unterschiede, Die => Bourdieu
- formes élémentaires de la vie religieuse, Les => Durkheim
- Foundations of Social Theory => Coleman
- Frame Analysis => Goffman
- Frühschriften, Die => Marx
- Functions of Social Conflict, The => Coser
- Gabe, Die => Mauss
- Geist, Identität und Gesellschaft aus der Sicht des Sozialbehaviorismus => Mead
- Gemeinschaft und Gesellschaft => Tönnies
- Gesammelte Aufsätze zur Religionssoziologie => Weber
- Gesammelte Aufsätze zur Wissenschaftslehre => Weber
- Geschichte und Klassenbewußtsein => Lukács
- Gesellschaft der Gesellschaft, Die => Luhmann
- gesellschaftliche Konstruktion der Wirklichkeit, Die => Berger/Luckmann
- Gesellschaftstheorie als Begriffsgeschichte => Williams
- Gewohnheiten des Herzens => Bellah/Madsen/Sullivan/Swidler/Tipton
- Great Transformation, The => Polanyi
- Grenzen der Gemeinschaft => Plessner
- große Umbruch, Der => Polanyi
- Großstadt, Die => Park/Burgess
- Grundfragen der Soziologie => Simmel
- Grundlagen der Sozialtheorie => Coleman
- Grundriss der Sociologie => Gumplowicz
- Habits of the Heart => Bellah/Madsen/Sullivan/Swidler/Tipton
- herrschende Klasse, Die => Mosca
- How Institutions Think => Douglas
- Human Condition, The => Arendt
- Ideologie und Utopie => Mannheim
- industrielle Gesellschaft, Die => Aron
- Interaction Ritual => Goffman
- Interaktionsrituale => Goffman
- Interpretation of Cultures, The => Geertz
- Kapital, Das => Marx
- kollektive Gedächtnis, Das => Halbwachs
- Konsequenzen der Moderne => Giddens
- Konstitution der Gesellschaft, Die => Giddens
- Kritik der Moderne => Touraine
- Kritik der soziologischen Denkweise => Mills
- Kritische Theorie => Horkheimer
- Kultur und Handeln => Archer
- Kultur und sozialer Wandel => Ogburn
- Kulturen der Achsenzeit – Eisenstadt
- Logic of Collective Action => Olson
- Logik des gesellschaftlichen Handelns, Die => Boudon
- Logik des kollektiven Handelns, Die => Olson
- Logique du Social, La => Boudon
- Lonely Crowd, The => Riesman/Denney/Glazer
- mémoire collective, La => Halbwachs
- Menschliche Bedingtheit, Die => Arendt
- Method and Measurement in Sociology => Cicourel
- Methode der Soziologie, Die => Durkheim
- Methode und Messung in der Soziologie => Cicourel
- Middletown => Lynd/Lynd
- Middletown im Übergang => Lynd/Lynd
- Middletown in Transition => Lynd/Lynd
- Mind, Self, and Society => Mead
- Modern World-System, The => Wallerstein
- moderne Kapitalismus, Der => Sombart
- moderne Weltsystem, Das => Wallerstein
- nachindustrielle Gesellschaft, Die => Bell
- On Culture and Social Change => Ogburn
- One-Dimensional Man, The => Marcuse
- Origins and Diversity of Axial Age Civilizations, The => Eisenstadt
- Outsiders => Becker
- Polish Peasant in Europe and America, The => Thomas/Znaniecki
- Political Man => Lipset
- polnische Bauer in Europa und Amerika, Der => Thomas/Znaniecki
- Presentation of Self in Everyday Life, The => Goffman
- Principles of Sociology, The => Spencer
- Prinzipien der Soziologie, Die => Spencer
- Rahmen-Analyse => Goffman
- régles de la méthode sociologique, Les => Durkheim
- Risikogesellschaft => Beck
- Selbstmord, Der => Durkheim
- sens pratique, Le => Bourdieu
- Silent Revolution, The => Inglehart
- sinnhafte Aufbau der sozialen Welt, Der => Schütz
- Social and Cultural Dynamics => Sorokin
- Social Behavior => Homans
- Social Construction ofReality, The => Berger/Luckmann
- Social Origins of Dictatorship and Democracy => Moore
- Social System, The => Parsons
- Social Theory and Social Structure => Merton
- Sociological Eye, The => Hughes
- Sociological Irnagination, The => Mills
- Soziale Klassen und Klassenkonflikt in der industriellen Gesellschaft => Dahrendorf
- soziale Schichtung des deutschen Volkes, Die => Geiger
- soziale System, Das => Parsons
- Soziale Systeme => Luhmann
- Soziale Ursprünge von Diktatur und Demokratie => Moore
- Sozialer Sinn => Bourdieu
- Soziallehren der christlichen Kirchen und Gruppen, Die => Troeltsch
- Soziologie => Comte
- Soziologie => Simmel
- Soziologie als Wirklichkeitswissenschaft => Freyer
- Soziologie der Demokratie => Lipset
- soziologische Auge, Das => Hughes
- Soziologische Schriften => Adorno
- Soziologische Theorie und soziale Struktur => Merton
- städtischen Dorfbewohner, Die => Gans
- stille Revolution, Die => Inglehart
- Street Corner Society => Whyte
- Street Corner Society, Die => Whyte
- Structure of Social Action, The => Parsons
- Struktur des sozialen Handelns => Parsons
- Strukturen der Lebenswelt => Schütz/Luckmann
- Studies in Ethnomethodology => Garfinkel
- suicide, Le => Durkheim
- Surveiller et punir => Foucault
- Symbolic Interactionism => Blumer
- Symbolischer Interaktionismus => Blumer
- System der Allgemeinen Soziologie => Pareto
- Système de politique positive ou Traité de sociologie => Comte
- Theorie des kommunikativen Handelns => Habermas
- Theorie sozialer Konflikte => Coser
- Theory of the Leisure Class, The => Veblen
- Trattato di sociologia generale => Pareto
- Über den Prozeß der Zivilisation => Elias
- Über die Teilung der sozialen Arbeit => Durkheim
- Über sociale Differenzierung => Simmel
- Urban Villagers, The => Gans
- Urmensch und Spätkultur => Gehlen
- Varieties of Religious Experience, The => James
- Verfall und Ende des öffentlichen Lebens => Sennett
- Vie quotidienne Clans le monde moderne, La => Lefebvre
- Vielfalt religiöser Erfahrung, Die => James
- vocation actuelle de la sociologie vers une sociologie différentielle, La => Gurvitch
- gegenwärtige Berufung der Soziologie zu einer differentiellen Soziologie, Die => Gurvitch
- westliche Soziologie in der Krise, Die => Gouldner
- Wie Institutionen denken => Douglas
- Wir alle spielen Theater => Goffman
- Wirtschaft und Gesellschaft => Weber
- Wissensformen und die Gesellschaft, Die => Scheler
- Zur Soziologie des Parteiwesens in der modernen Demokratie => Michels

### Autoren
Aufgelistet werden Soziologen, von denen Werke in dem Buch behandelt werden (mit ergänzten Lebensdaten). Im Falle mehrerer Verfasser/Herausgeber erfolgt eine mehrfache Nennung.
- Theodor W. Adorno (1903–1969)
- Gabriel A. Almond (1911–2002)
- Margaret S. Archer (1943–2023)
- Hannah Arendt (1906–1975)
- Raymond Aron (1905–1983)

- Ulrich Beck (1944–2015)
- Howard S. Becker (1928–2023)
- Daniel Bell (1919–2011)
- Robert N. Bellah (1927–2013)
- Peter L. Berger (1929–2017)
- Peter Blau (1918–2002)
- Herbert Blumer (1900–1987)
- Raymond Boudon (1934–2013)
- Pierre Bourdieu (1930–2002)
- Ernest W. Burgess (1886–1966)

- Aaron V. Cicourel (1928–2018)
- James Samuel Coleman (1926–1995)
- Auguste Comte (1798–1857)
- Lewis A. Coser (1913–2003)

- Ralf Dahrendorf (1929–2009)
- Reuel Denney (1913–1995)
- Mary Douglas (1921–2007)
- Eugène Dupréel (1879–1967)
- Émile Durkheim (1858–1917)

- Shmuel N. Eisenstadt (1923–2010)
- Norbert Elias (1897–1990)
- Amitai Etzioni (1929–2023)

- Michel Foucault (1926–1984)
- Else Frenkel-Brunswik (1908–1958)
- Gustav Freytag (1816–1895)
- Hans Freyer (1887–1969)

- Herbert J. Gans (1927–2025)
- Harold Garfinkel (1917–2011)
- Clifford Geertz (1926–2006)
- Arnold Gehlen (1904–1976)
- Theodor Geiger (1891–1952)
- Anthony Giddens (1938–)
- Nathan Glazer (1923–2019)
- Erving Goffman (1922–1982)
- Alvin W. Gouldner (1920–1980)
- Ludwig Gumplowicz (1838–1909)

- Georges Gurvitch (1894–1965)

- Maurice Halbwachs (1877–1945)
- Jürgen Habermas (1929–)
- Albert O. Hirschman (1915–2012)
- George C. Homans (1910–1989)
- Max Horkheimer (1895–1973)
- Everett C. Hughes (1897–1983)

- Ronald Inglehart (1934–2021)

- Marie Jahoda (1907–2001)
- William James (1842–1910)

- Siegfried Kracauer (1889–1966)

- Paul Felix Lazarsfeld (1901–1976)
- Henri Lefebvre (1901–1991)
- Daniel Levinson (1920–1994)
- Seymour Martin Lipset (1922–2006)
- Thomas Luckmann (1927–2016)
- Niklas Luhmann (1927–1998)
- Georg Lukács (1885–1971)
- Helen Merrell Lynd (1896–1982)
- Robert S. Lynd (1892–1970)

- Richard Madsen
- Karl Mannheim (1893–1947)
- Herbert Marcuse (1898–1979)
- Karl Marx (1818–1883)
- Marcel Mauss (1872–1950)
- George H. Mead (1863–1931)
- Robert K. Merton (1910–2003)
- Robert Michels (1876–1936)
- C. Wright Mills (1916–1962)
- Barrington Moore Jr. (1913–2005)
- Gaetano Mosca (1858–1941)
- Gunnar Myrdal (1898–1987)

- William F. Ogburn (1886–1959)
- Mancur Olson (1932–1998)

- Robert Ezra Park  (1864–1944)
- Vilfredo Pareto (1848–1923)
- Talcott Parsons (1902–1979)
- Karl Polanyi (1886–1964)

- David Riesman (1909–2002)

- Nevitt Sanford (1909–1995)
- Max Scheler (1874–1928)
- Helmut Schelsky (1912–1984)
- Alfred Schütz (1899–1959)
- Richard Sennett (1943–)
- Georg Simmel (1858–1918)
- Werner Sombart (1863–1941)
- Pitirim A. Sorokin (1889–1968)
- Herbert Spencer (1820–1903)
- Samuel Andrew Stouffer (1900–1960)
- William M. Sullivan
- Ann Swidler

- Wagner Thielens, Jr. (1925–2016)
- William Isaac Thomas (1863–1947)
- Steven M. Tipton
- Ferdinand Tönnies (1855–1936)
- Alain Touraine (1925–2023)
- Ernst Troeltsch (1865–1923)

- Thorstein Veblen (1857–1929)
- Sidney Verba (1932–2019)

- Immanuel Wallerstein (1930–2019)
- Max Weber (1864–1920)
- Raymond Williams (1921–1988)
- William Foote Whyte (1914–2000)

- Hans Zeisel (1905–1992)
- Florian Znaniecki (1882–1958)